# Мао Нин
Мао Нин (кит. трад. 毛寧, упр. 毛宁, пиньинь Máo Níng; род. 1972, Сянтань) — китайский дипломат, заместитель директора по информации Министерства иностранных дел Китая, с сентября 2022 года — официальный представитель МИДа.
Мао является 33-м пресс-секретарём с момента создания этой должности в министерстве ещё в 1983 году. До назначения пресс-секретарём в 2022 году она в течение 27 лет занималась дипломатической работой и в основном занималась азиатскими делами.

## Ранняя жизнь и образование
Родилась в Сянтане, провинция Хунань, в 1972 году. Согласно генеалогической книге, она из того же клана, что и Мао Цзэдун.
В 1993 году Мао получила степень бакалавра гуманитарных наук по специальности английский язык в Хунаньском педагогическом университете, в 1995 году степень бакалавра права по специальности дипломатия в Китайском университете иностранных дел и в 2006 году степень магистра международной политики и практики в Университете Джорджа Вашингтона.

## Карьера
Мао поступила на дипломатическую службу в августе 1995 года и работала в основном в азиатском департаменте министерства иностранных дел. В мае 2011 года она была заместителем генерального секретаря Секретариата трёхстороннего сотрудничества и занимала эту должность до мая 2013 года, когда была назначена советником посольства Китая в США. В ноябре 2015 года её отозвали в первоначальный отдел, а в ноябре 2017 года повысили до заместителя директора.
в июне 2020 года Мао была избрана вице-мэром Лэшаня и принята в члены Постоянного комитета Лэшаньского муниципального комитета КПК, высшего органа власти города.
5 сентября 2022 года она стала официальным представителем МИД.
В январе 2023 года, после того как некоторые страны ввели ПЦР-тестирование для тех, кто прилетает из Китая, Мао сказала, что «в этом нет научной основы, а некоторые методы неприемлемы», и Китай может «принять контрмеры, основанные на принципе взаимности».